# (4935) Maslachkova
(4935) Maslachkova est un astéroïde de la ceinture principale.

## Description
(4935) Maslachkova est un astéroïde de la ceinture principale. Il fut découvert le 13 août 1985 à Naoutchnyï par Nikolaï Tchernykh. Il présente une orbite caractérisée par un demi-grand axe de 2,19 UA, une excentricité de 0,15 et une inclinaison de 5,7° par rapport à l'écliptique.

## Compléments